# ایستگاه راه‌آهن خیابان فینچلی و فروگنال
ایستگاه راه‌آهن خیابان فینچلی و فروگنال (انگلیسی: Finchley Road & Frognal railway station) یک ایستگاه راه‌آهن در لندن، انگلستان است که جزئی از خط شمال متروی زمینی لندن است.
این ایستگاه که در ناحیه فروگنال قرار دارد در سال ۱۸۶۰ میلادی تأسیس شده‌است.